# 曾满超
曾满超，教育经济学学者，中华人民共和国教育部长江学者讲座教授，哥伦比亚大学教授，曾任教于密歇根州立大学，曾满超还担任过中国教育研究中心主任、世界银行顾问。